# Orbellia borisregis
Orbellia borisregis is een vliegensoort uit de familie van de afvalvliegen (Heleomyzidae). De wetenschappelijke naam van de soort is voor het eerst geldig gepubliceerd in 1930 door Leander Czerny.